# Porte de Châteauroux
La porte de Châteauroux est une porte située dans la ville de Châteauroux dans l'Indre. Son véritable nom est porte Saint Martin, du vocable de la chapelle castrale Saint Martin construite dans l'enceinte du château Raoul, elle est plus connu sous le nom "Porte de la Vieille Prison"
Les façades et les toitures de la tour, dite Tour de la Vieille Prison, avec son passage sont inscrits au titre des monuments historiques par arrêté du 11 avril 1973.

## Histoire
Construite au XIIIe siècle, la tour de la prison est la seule porte de l'enceinte du château  Raoul. A la destruction des remparts, elle devient une prison. Elle fut reconstruite au XVe siècle. Aujourd'hui il s'agit d'une chambre d'hôte.

## Description
Une salle voûtée en coupole et percée de chambres de tir et meurtrières à mire se trouve au niveau de la rue. Sur un vitrail côté rue de la Vieille prison, on retrouve les armoiries de la ville de Châteauroux, représentant la porte au Guédons, ancienne porte principale de la ville. 